# Vaï (peuple)
Pour les articles homonymes, voir Vaï.
Les Vaï sont une population mandingue d'Afrique de l'Ouest vivant principalement au Liberia, également en Sierra Leone.

## Ethnonymie
Selon les sources et le contexte, on observe différentes formes : Gallinas, Mande-tan, Vais, Vay, Vehie, Vei, Vidri, Vu, Vy.

## Langues
Leur langue est le vaï, une langue mandée, dont le nombre total de locuteurs a été estimé à 119 500. Parmi eux, environ 104 000 étaient dénombrés au Liberia en 2006 et 15 500 en Sierra Leone en 1991. L'anglais, le gola et le mendé sont également utilisés.

## Culture

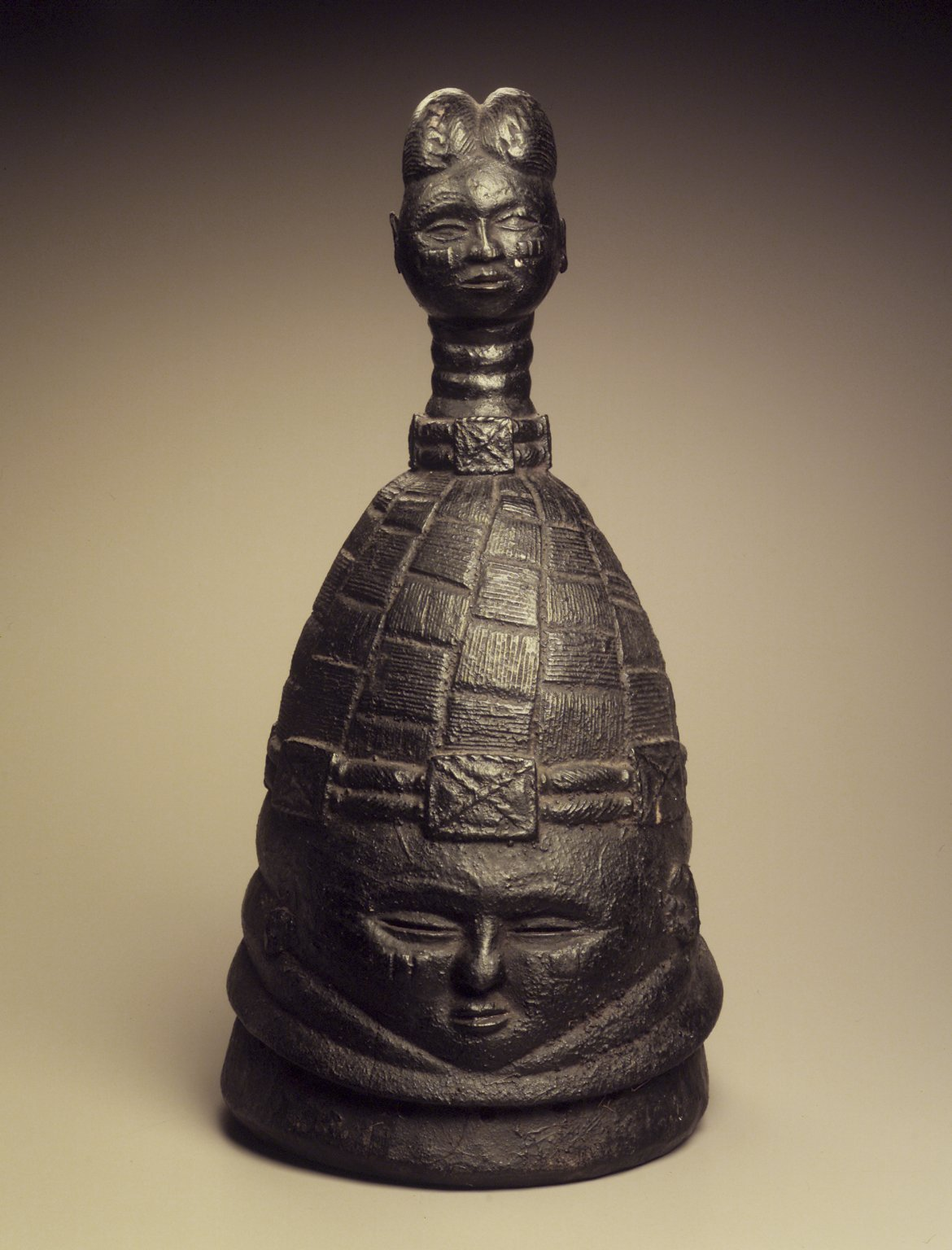
Masque Borwu
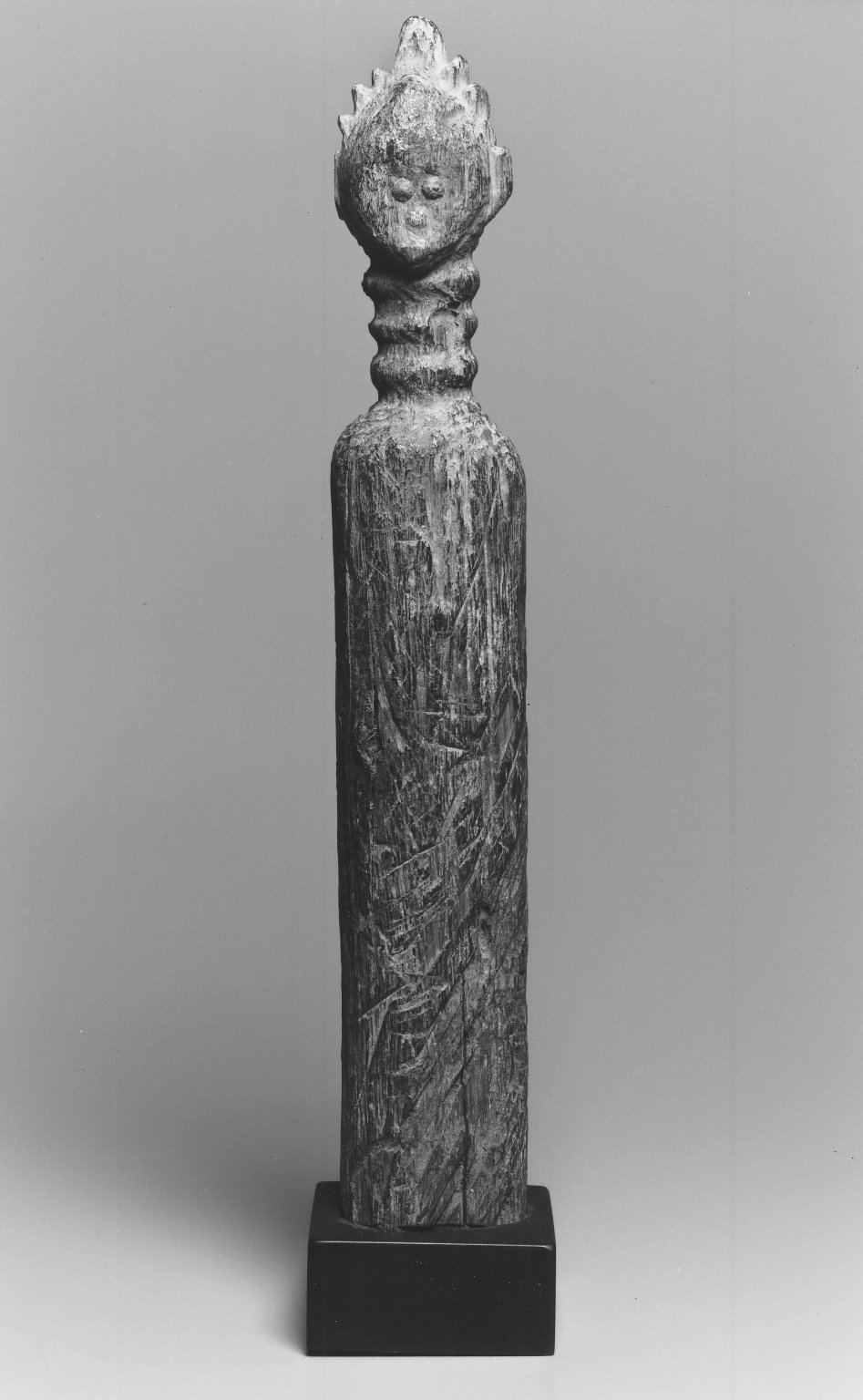
Poteau funéraire
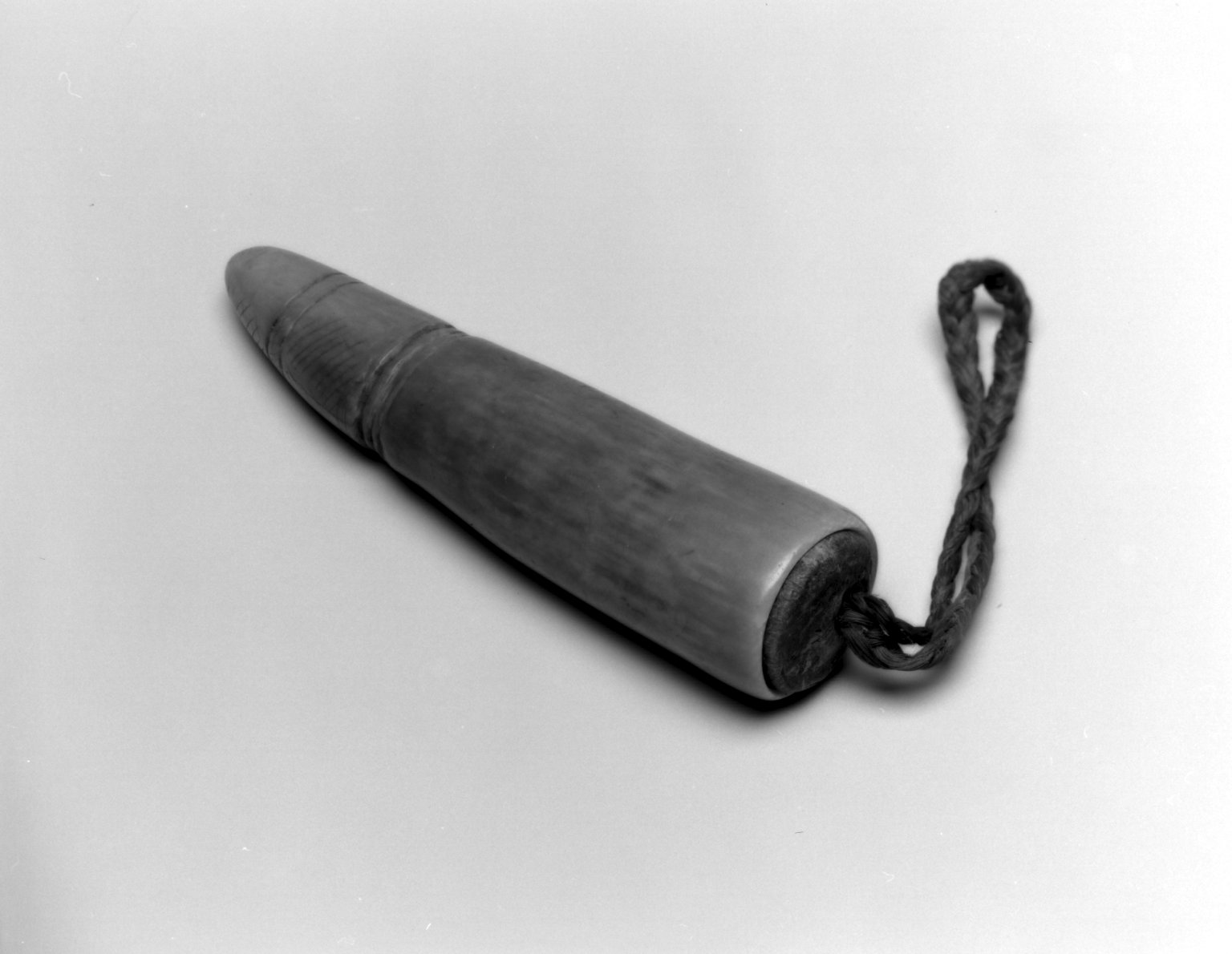
Tabatière avec embout
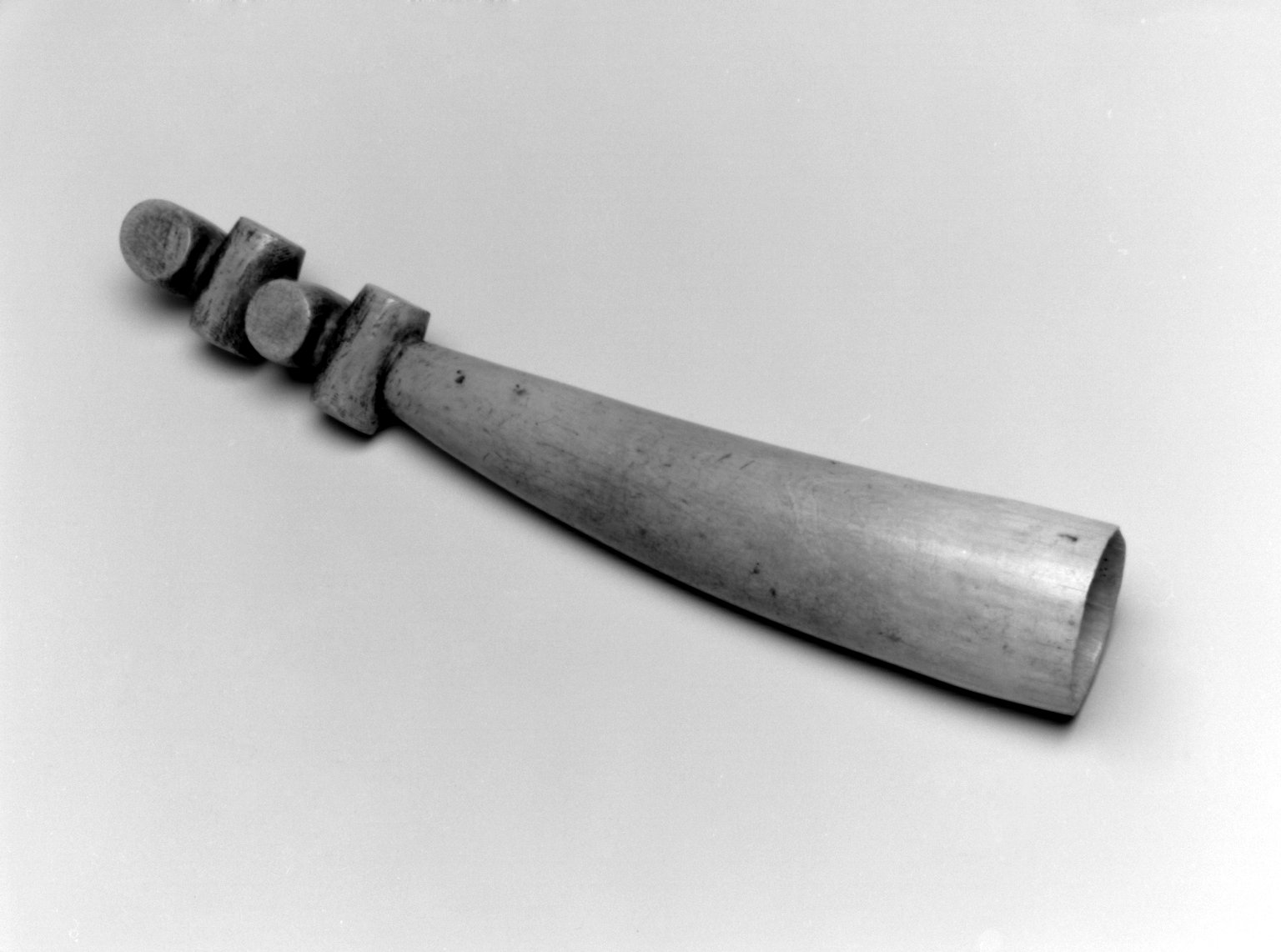
Réceptacle à tabac